# Gran Premio Internacional de Argel
El Gran Premio Internacional de Argel (oficialmente: Grand Prix de la ville d'Alger) es una carrera ciclista de un día que se realiza en Argelia en los alrededores de la ciudad de Argel, capital de dicho país.
En la edición 2018 (15.ª edición) la carrera pasó a formar parte del circuito continental UCI Africa Tour bajo la categoría 2.2.

## Palmarés
| Año  | Ganador                | Segundo          | Tercero          |
| ---- | ---------------------- | ---------------- | ---------------- |
| 2017 | Abdellah Ben Youcef    | Yacine Hamza     | Ismail Lallouchi |
| 2018 | Charálampos Kastrantás | Mounir Makhchoun | Gaëtan Bille     |
| 2023 | Youcef Reguigui        | Meron Teshome    | Jarri Stravers   |

## Palmarés por países
| País    | Victorias |
| ------- | --------- |
| Argelia | 4         |
| Grecia  | 1         |